# Arp 262
Arp 262 ist ein interagierendes Galaxienpaar im Sternbild Pegasus. Sie ist schätzungsweise 86 Millionen Lichtjahre von der Milchstraße entfernt.
Halton Arp gliederte seinen Katalog ungewöhnlicher Galaxien nach rein morphologischen Kriterien in Gruppen. Diese Galaxie gehört zu der Klasse Galaxien mit unregelmäßigen Klumpen.

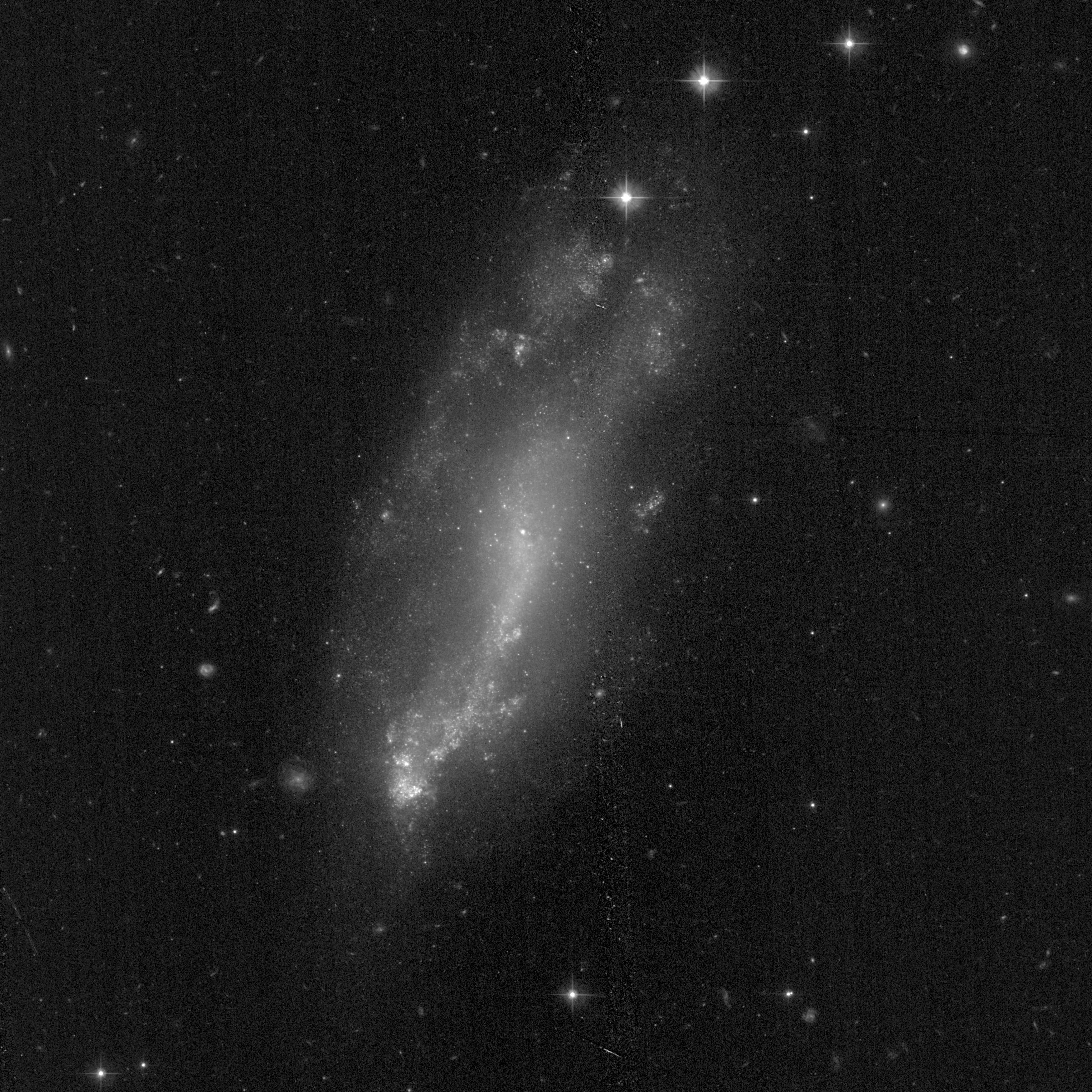
Aufnahme mithilfe des Hubble-Weltraumteleskops